# Çorum (provins)

Karta över Turkiet med Çorum markerat.

Çorum är en provins i den centrala delen av Turkiet. Den har totalt 597 065 invånare (2000) och en areal på 12 883 km². Provinshuvudstad är Çorum.